# Palacio de la Diputación Provincial de Ciudad Real
El palacio de la Diputación es un edificio de la ciudad española de Ciudad Real sede de la Diputación provincial. 

## Características
El edificio cuenta con dos plantas, ofreciéndose su fachada a la calle de Toledo de la capital provincial. Proyectado por Sebastián Rebollar y Muñoz en 1889, el final de la construcción se produjo en julio de 1892.
Fue declarado bien de interés cultural en 1993.